# RTS 2
RTS 2 è una televisione generalista pubblica della Svizzera romanda gestita da RTS, ramo di lingua francese di SRG SSR.

## Storia
Il canale è stato lanciato nel 1997 come TSR2, con l'intento di proporre innanzitutto un palinsesto giovanile, trasmette anche repliche, documentari, programmi culturali ed eventi sportivi. L'emittente cambia grafica nel 2006, passando dal vecchio logo con la faccia del dado alla "S" arancione, similarmente all'emittente sorella TSR1. RTS 2 trasmette in 16:9 dal dicembre 2007 e ha assunto il nome attuale il 29 febbraio 2012, a seguito della riorganizzazione della RTS.

## Loghi

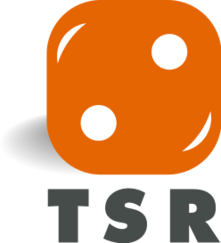
1997-2006
Logo TSR2 utilizzato fino al 29 febbraio 2012
Logo utilizzato dal 29 febbraio 2012 al 2015
Logo utilizzato dal 2015 al 26 agosto 2019
Logo utilizzato dal 26 agosto 2019 al 21 agosto 2023
Logo in uso dal 21 agosto 2023

## Diffusione
RTS 2 era ricevibile via etere fino al 3 giugno 2019, in Svizzera, nello stesso multiplex dove era in onda RTS 1 (solo nella Svizzera francofona); l'emittente è attualmente ricevibile solo via cavo, IPTV e via satellite con la smart card della SRG SSR o da ottobre 2020 con quella della piattaforma satellitare Svizzera Kabelio.

## Palinsesto
La programmazione è composta da repliche dei programmi di RTS 1 la mattina, programmi per i bambini il pomeriggio e per i ragazzi in fascia preserale, e cultura e sport nelle fasce orarie di maggior ascolto (per gli eventi sportivi ovviamente si rispettano le dirette).

### Informazione
- RTS Info: spazio informativo curato dal canale virtuale omonimo della RTS, in onda qualche ora ogni giorno e durante la notte.
- Le Journal: replica di quello mandato in onda su RTS 1, dal lunedì al venerdì alle 13:20.
- Météo: replica di quanto andato in onda su RTS 1, dal lunedì al venerdì alle 13:45.

### Magazine
Oltre ai magazine di RTS 1, RTS 2 trasmette:
- Cuntrasts: RTS 2 ritrasmette ogni domenica alle 20:05 il magazine prodotto dalla RTR, a servizio della popolazione di lingua retroromancia presente nella Svizzera francofona.
- Singulier: la domenica alle 22:00.
- Histoire vivante: la domenica alle 20:35.

### Sport
Gli eventi sportivi in onda su RTS 2 spaziano fra le Olimpiadi, il calcio, l'hockey sul ghiaccio (sport nazionale), Formula 1, golf, tennis, ciclismo, snowboard, sci, pattinaggio artistico e motociclismo.